# Son (Navia de Suarna)
Son (llamada oficialmente Santa María de Son) es una parroquia y una aldea española del municipio de Navia de Suarna, en la provincia de Lugo, Galicia.

## Geografía
El río Ser atraviesa la parroquia antes de desembocar en el río Navia.

## Organización territorial
La parroquia está formada por once entidades de población:

### Entidades de población
Entidades de población que forman parte de la parroquia:
- Arcón
- Casas do Río (As Casas do Río)
- Cerredo
- Libre
- Robledo (Robledo de Son)
- Salgueiras (As Salgueiras)
- Son
- A Veiga (A Veiga de Son)
- Vilela

### Despoblados
Despoblados que forman parte de la parroquia:
- Trabado
- O Vilar

## Demografía

### Parroquia
| Gráfica de evolución demográfica de Son (parroquia) entre 2000 y 2020 |
|                                                                       |
| Datos según el nomenclátor publicado por el INE.                      |

### Aldea
| Gráfica de evolución demográfica de Son (aldea) entre 2000 y 2020 |
|                                                                   |
| Datos según el nomenclátor publicado por el INE.                  |